# 友枝大智
友枝 大智（ともえだ だいち、1991年3月29日 - ）は、トップキュウシュウA日本製鉄八幡に所属するラグビー選手。

## プロフィール
- 大阪府出身[2]。
- ポジションはプロップ(PR)。
- 身長 185cm、体重 115kg
- ニックネームはダイチャン。
- 高校日本代表候補に選ばれたことがある[3]
- 大の阪神ファンであることで有名

## 略歴
報徳学園高校、関西大学、きんでんを経て、2014年、宗像サニックスブルースに加入。同年8月23日に行われたジャパンラグビートップリーグ第1節のNTTコミュニケーションズシャイニングアークス戦に先発出場でトップリーグでの公式戦初出場を果たす。
2018年、JR九州サンダースに加入。
2023年、日本製鉄八幡に加入。